# Секст Росций
Вижте пояснителната страница за други личности с името Росций.
Секст Росций Младши (на латински: Sextus Roscius) от Америя в Умбрия е римски гражданин, който през 80 пр.н.е. е защитаван от Марк Тулий Цицерон. Той е обвинен за убийство на баща си Секст Росций Старши и присвояване. Цицерон доказва в защитната си реч Pro Sexto Roscio Amerino, че убиецът е Луций Корнелий Хризогон, освободен роб на диктатора на Рим Сула. Покровителстван от Сула, той е кооперирал с роднините на обвинения Тит Росций Капитон и Тит Росций Магн. Процесът донася на Цицерон голяма слава, Секст Росций е обявен за невинен.
Събитията са описани в романа „Усмивката на Цицерон“ от Стивън Сейлър.